# 대한교통 (강원)
대한교통(大韓交通)은 강원특별자치도의 농어촌버스 업체이고 본사는 강원특별자치도 홍천군 홍천읍 홍천로 292에 있다.

## 역사 및 현황
1957년 1월 1일 창업하였으며, 현재 22대의 버스를 보유하고 있다.

## 보유 차량

#### 현대자동차
- 현대 쏠라티
- 현대 그린시티
- 현대 뉴 슈퍼 에어로시티

#### 기아
- 기아 올 뉴 카니발

## 같이 보기
- 홍천군의 농어촌버스
- 인제군의 농어촌버스